# Grabación binaural

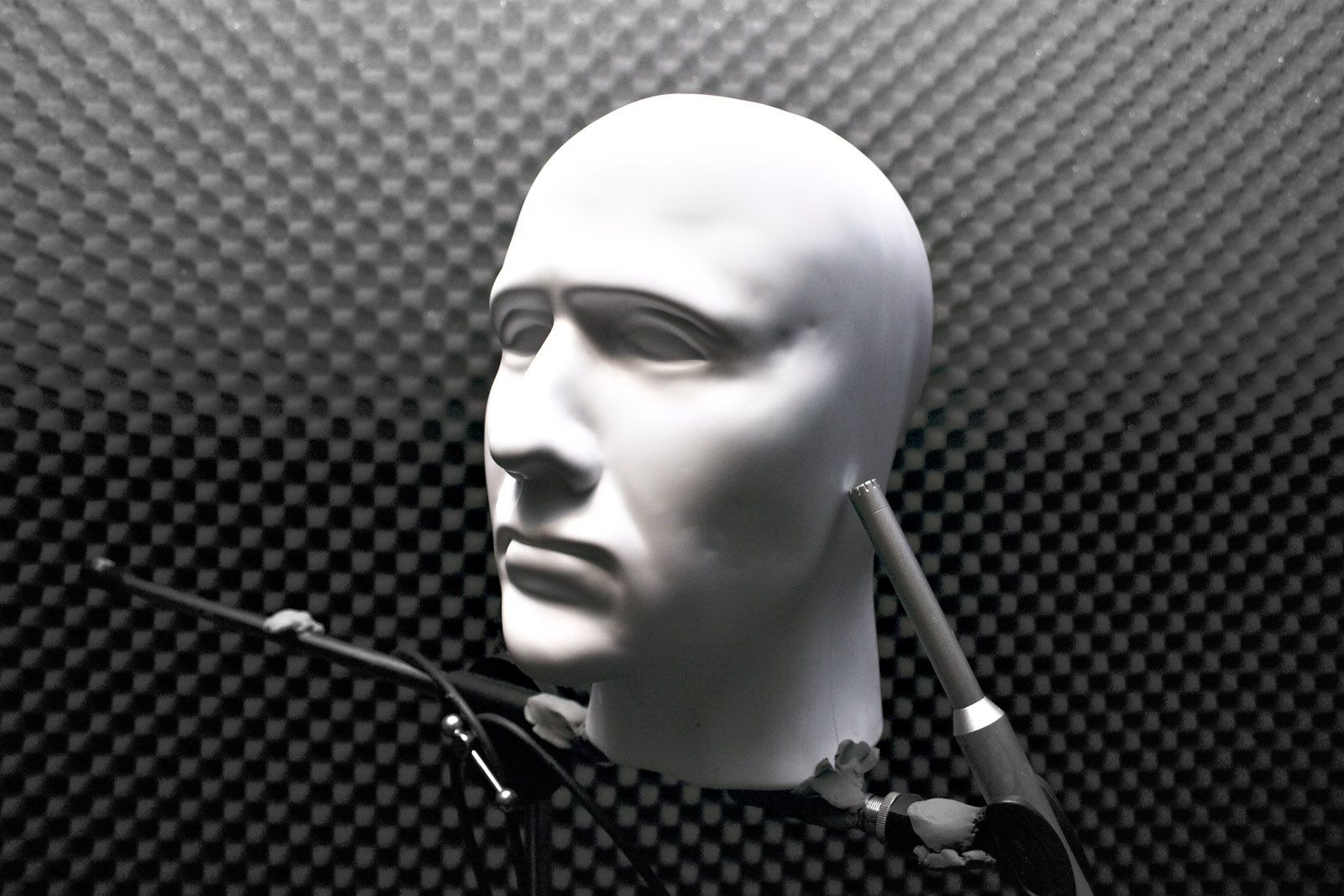
Ejemplo de «cabeza de maniquí» utilizada en este tipo de grabación.

##### La grabación binaural[1]
Es un método de grabación que emplea dos micrófonos e intenta crear un efecto de sonido tridimensional para el oyente, que consiste en la sensación de estar en una habitación con los músicos. Esto suele generarse usando una técnica conocida como «grabación de cabeza de maniquí», donde se coloca un micrófono en cada oído de una cabeza de una figura. Se basa en la imitación de cómo el oído humano interpreta los sonidos y en la forma lobular de estos
La percepción humana en la dirección es compleja:
La información de sonido que llega a las orejas izquierda y derecha provoca diferencias de tiempo y diferencias de nivel interaurales. Estas pequeñas variaciones permiten al cerebro y el sistema auditivo calcular la dirección y la distancia de las fuentes de sonido del oyente. 
Con sonidos percusivos, el impacto se puede notar en la piel (generalmente torso). El estímulo sensorial más fuerte y más temprano viene de las regiones de la piel que se alinean perpendicular a la dirección de la fuente de sonido.
La cabeza humana imprime distorsiones dependientes de la frecuencia de fase y amplitud en los sonidos cuando alcanzan los tímpanos. Las diferencias de nivel dependientes de la frecuencia, así como estas distorsiones, varían con la dirección de la fuente de sonido. Esto es causado por la geometría y las características de transmisión del sonido del seno, cavidades de la garganta, trompas de Eustaquio, oído interno, orejas externas y otros tejidos de la cabeza y la parte superior del cuerpo.
[Véase: " HRTF"]
La grabación de música convencional se produce para la reproducción estéreo, que hace uso de sólo reproducción izquierda y derecha para altavoces y auriculares. La implementación de Dummy Head permite al artista de grabación hacer uso de la reproducción tridimensional del sonido. Esto se debe a que a través de la reproducción a través de auriculares el oyente percibe el sonido como si estuvieran en la posición del maniquí. La grabación se percibe a través de las puntas de la cabeza simulada.

### Métodos
Hay dos métodos principales usados para crear un efecto binaural:
Con un simulador de cabeza y torso (HATS): Se basan en las dimensiones promedio de una cabeza humana y el torso. Se componen de materiales acústicos equipados con simuladores de oído y boca, así como dos micrófonos insertados dentro de cada canal auditivo, por lo general en el tímpano.
Con simulación digital: Se realiza a través del procesamiento digital de señales (DSP) donde la señal es enviada a través de un algoritmo matemático complejo que imprime información limitada de la HRTF creando el efecto binaural. Este proceso se llama algoritmo binaural basado en HRTF.

### Limitaciones
El foco principal de la grabación con una cabeza ficticia es lograr una reproducción binaural perfecta que sea adecuada para todos los oyentes. El problema surge que cada cabeza humana tiene diferentes características de forma y tamaño. Debido a la diversidad en HRTFs es imposible crear un efecto binaural compatible para todos los oídos. Por lo tanto, el algoritmo simulado de grabación de cabeza simulada utiliza HRTFs promedio para crear un efecto binaural moderado para todos.

### Historia
La grabación de la cabeza simulada se asocia con el uso de la cabeza sintética física llamada "Kunstkopf". El Kunstkopf sería colocado en salas de conciertos durante la grabación de una orquesta en vivo o en la industria del cine los actores podrían estar alrededor de la cabeza, mientras que la grabación de su diálogo. La cabeza simulada también podría usarse para imprimir información posicional sobre efectos de sonido pregrabados reproduciendo sonidos a través de un altavoz en una orientación adecuada a la cabeza. Por ejemplo, el trueno y los sonidos de los pájaros se tocan por encima de la cabeza ficticia.
Durante la década de 1990, los dispositivos electrónicos que utilizan el procesamiento de señal digital (DSP) para reproducir HRTFs se hicieron comercialmente disponibles. Estos dispositivos permitirían al ingeniero de sonido utilizar parámetros marcados para ajustar la dirección aparente de los sonidos en tiempo real. Eran inusuales y costosos, pero permitirían al ingeniero de sonido alterar los efectos especiales de los sonidos pregrabados rápida y convenientemente. A través de la manipulación de los parámetros, los ingenieros de sonido podrían tomar una grabación monofónica de un coche que pasa y hacer que suene como si estuviera pasando detrás de ellos en tiempo real. La grabación con una cabeza simulada real para el mismo resultado requeriría una cabina de grabación y un altavoz móvil, o una matriz de altavoces, así como múltiples dispositivos de panoramización o conmutación.

### Curiosidades
En 1974 Virgin Records publicó el primer álbum en solitario de Edgar Froese, el líder de Tangerine Dream, titulado Aqua. Las notas breves de la manga informan a los oyentes que el lado 2 del disco - es decir, las pistas NGC 891 y Upland - se registraron usando el sistema de cabeza artificial desarrollado por Gunther Brunschen. Los oyentes fueron aconsejados para optimizar su escucha mediante el uso de auriculares estéreo para ese lado del álbum.
A pesar de que Edgar quería seguir usando y promocionando este sistema para grabaciones posteriores, fue abandonado, debido a que, aunque funcionó bien a través de auriculares, la calidad de sonido mejorada no se tradujo adecuadamente a través de un sistema de altavoces de alta fidelidad.
En 2005, Aqua fue remezclada para reedición de edición limitada en Alemania y Japón, con una pista adicional de Upland Dawn añadida al final del CD.
En 2015, el cantante y compositor singapurense JJ Lin lanzó su álbum debut experimental "From M.E. to Myself", usando la grabación de la cabeza simulada. Este es también el primer álbum en la industria de la música pop que utiliza esta tecnología.

### Modelos y aplicaciones
Algunos de los modelos propuestos a continuación han sido probados en distintas condiciones, con propósitos distintos, aquí algunos de ellos.
Teoría HRTF y sonido 3D - (R.P.I.) Generalidad de Cataluña. Roger Andreu.
Neumann KU-100: Línea de productos: Radio drama recording, Instrumentos musicales, Acústica de salas, Influencia del ruido industrial.
Brüel & Kjær 4128D/C : Pruebas de teléfono, Pruebas de audio conferencia, Audífonos, Protectores auditivos.
3Dio Free Space: Instrumentos con dependencia de alta frecuencia, Grabación en estudio profesional, Captura binaural (ASMR), Grabación de la naturaleza.
Dentro de la industria cinematográfica Demolición fue el primer drama radial grabado usando una cabeza ficticia.
Adicionalmente, los productos de realidad virtual y algunos videojuegos, utilizan algorítmos matemáticos de simulación de las funciones de transferencia HRTF para generar un ambiente tridimensional.